# MM Prime Towarzystwo Funduszy Inwestycyjnych
MM Prime Towarzystwo Funduszy Inwestycyjnych S.A. – powstałe w 2011 roku niezależne towarzystwo funduszy inwestycyjnych (TFI) zarządzające funduszami inwestycyjnymi, opierające się w pełni na polskim kapitale.

## Historia
Towarzystwo powstało w 2011 roku, a 29 października 2013 roku jako jedyne w tym roku uzyskało zezwolenie Komisji Nadzoru Finansowego na prowadzenie działalności. W okresie ponad 4 lat (od maja 2010 do sierpnia 2014) było jedynym niezależnym towarzystwem funduszy inwestycyjnych, niezwiązanym z żadną grupą kapitałową.

## Kary od Komisji Nadzoru Finansowego
Na towarzystwo MM Prime TFI w latach 2020-2025 kilkukrotnie zostały nałożona kary KNF m.in. ze względu na:
- naruszenie art. 139 ust. 7 ustawy z dnia 27 maja 2004 r. o funduszach inwestycyjnych i zarządzaniu alternatywnymi funduszami inwestycyjnymi,[2]
- prowadzenie przez Towarzystwo działalności w zakresie zarządzania funduszem nierzetelnie, nieprofesjonalnie i bez należytej staranności (fundusz Jeremie FIZ),[3]
- nieprzekazywanie do KNF sprawozdań w terminie.[4]